# Cerbu (okręg Ardżesz)
Cerbu – wieś w Rumunii, w okręgu Ardżesz, w gminie Albota. W 2011 roku liczyła 1047 mieszkańców.